# LEON
LEON – mikroprocesor programowy napisany w języku VHDL. Jest dostępny jako open source na licencji GNU LGPL. Posiada 32-bitową architekturę RISC.
LEON jest zgodny z architekturą programową SPARC-V8 i jest rozwijany przez firmę Gaisler Research oraz Europejską Agencję Kosmiczną. Istnieje kilka wersji tego procesora, w tym wersja odporna na awarie stosowana w krytycznych systemach kosmicznych.